# Firebrand (Marvel Comics)
Pour les articles homonymes, voir Firebrand.
Firebrand est le nom de quatre personnages différents appartenant à l’univers de Marvel Comics. Le premier apparut pour la première fois dans Iron Man #27 en 1970 et fut tué dans Captain America #318 en 1986, créé par Archie Goodwin & Don Heck. Le second apparut pour la première fois dans Web of Spider-Man #77 en 1991, le troisième dans Iron Man vol.3 #4 en 1998. La dernière est une femme et elle est apparue pour la première fois dans Invincible Iron Man #513. 

## Le Firebrand original, saboteur

### Origines
Originaire de Detroit, l'ancien syndiqué Gary Gilbert fut équipé par Justin Hammer et se lança dans le sabotage industriel en tant que Tison (Firebrand).
Au cours de sa carrière, Gilbert tua accidentellement son père, gagna la guerre des super-vilains organisée par le Lama Noir et finit par sombrer dans l'alcoolisme. Il abandonna l’activisme politique et ne travailla plus que pour le compte d'autrui, parce qu’il « avait besoin de boulot », jusqu'à ce qu'il abandonne son costume.
Quand des rumeurs d'exécutions de super-vilains circulèrent, il rassembla de nombreux collègues dans un bar de l'Ohio, le Bar Sans Nom, pour y discuter d'un avenir commun. C'est là qu'il trouva la mort, massacré comme les autres super-vilains par Scourge.
Lors du crossover Dark Reign en 2009, Gilbert fit partie des victimes de Scourge ressuscitées par The Hood pour éliminer le Punisher.

### Pouvoirs
- Gary Gilbert utilisait une combinaison légèrement blindée et totalement ignifugée. Des lance-flammes étaient montés sur les poignets, et des jetboots étaient dissimulés dans ses bottes.

## Le deuxième Firebrand, éco-terroriste

### Origines
Un homme nommé Russ Broxtel, se faisant appeler Firebrand ou Brasero, fit partie des Forces de la Nature, un groupe de terroristes écologistes qui combattit les New Warriors.
Il fut plus tard employé par les services secrets britanniques.
À la fin de la Guerre Civile, il tenta de dévaliser une station-service et fut maîtrisé par Œil-de-Faucon.
On le revoit plus tard en compagnie de King Cobra, du Mauler et de Mister Hyde contre de jeunes recrues de l’Initiative. Les vilains furent battus.

### Pouvoirs
- Broxtel utilise une version améliorée de la première armure, mais sans casque. L'armure confère une force accrue au porteur et peut s'enflammer, pour protéger le porteur des approches ennemies.
- C’est aussi un bon pirate informatique et un excellent technicien.

## Le troisième Firebrand

### Origines
Richard Dennison était un terroriste anti-capitaliste soumis à une mutation par un groupe appelée Flaming Sword. Cette transformation le rendit à moitié fou. Il utilisa une armure cybernétique pour affronter Iron Man. Il fut plus tard battu par les Vengeurs.

### Pouvoirs
- À la suite d'expérimentations mutagènes, le corps de Dennison est devenu brûlant, atteignant une température de plusieurs centaines de degrés Celsius, et rougeoyant comme des braises vives. Grâce à des canaliseurs portés sur les poignets, il peut projeter sa chaleur en rayon capable de brûler tout matériau. Il est équipé d'un harnais cybernétique contrôlé mentalement. L'appareil est équipé de jetpacks qui lui permettent de voler à vitesse modérée.

## La quatrième Firebrand

### Origines
Une quatrième Firebrand est apparue dans le comics Invincible Iron Man #513. Elle fut recrutée par Le Mandarin et Ezekiel Stane pour détruire Iron Man.